# Mokronos (województwo wielkopolskie)

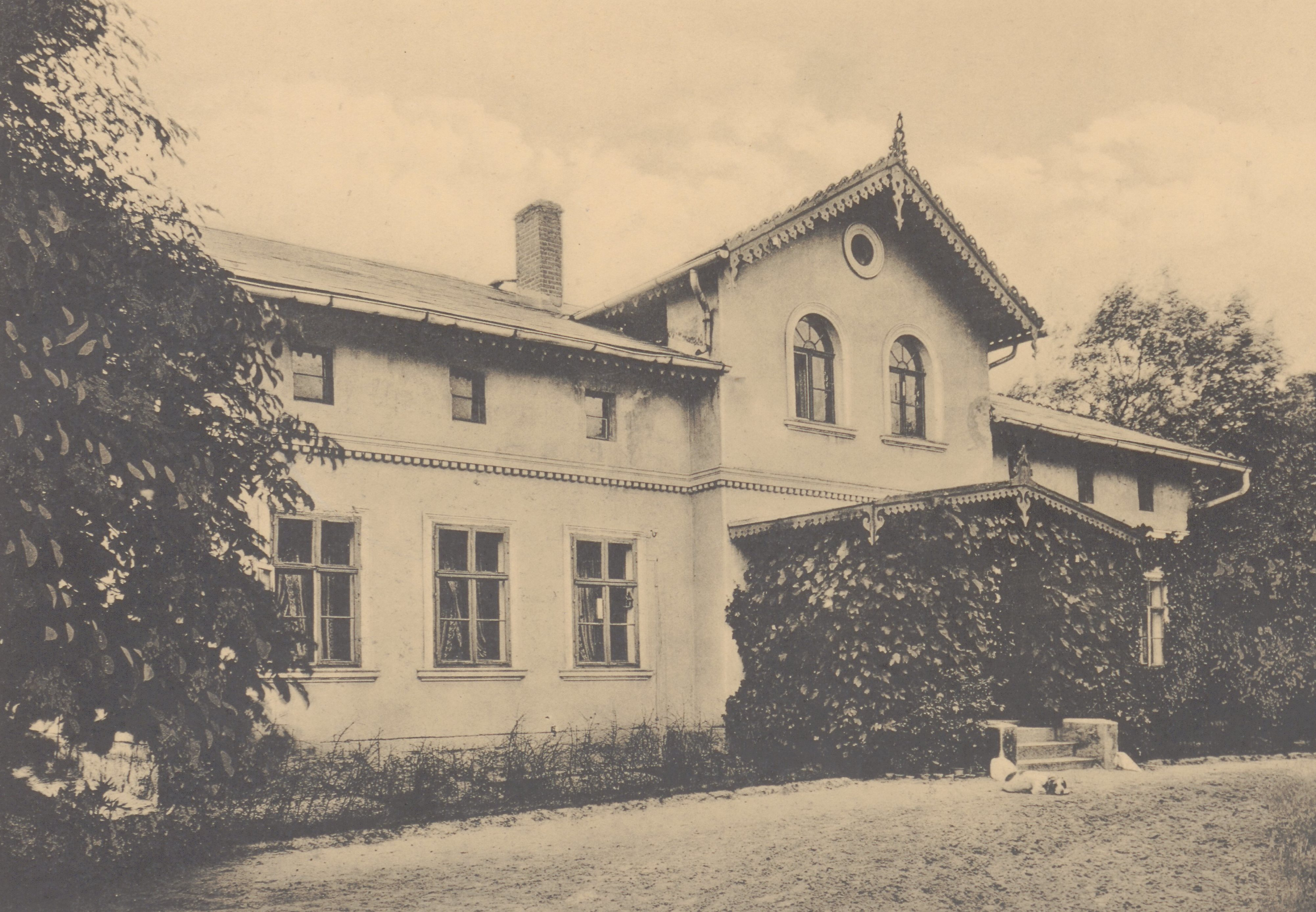
Widok dworu przed 1912

Mokronos – wieś w Polsce położona w województwie wielkopolskim, w powiecie krotoszyńskim, w gminie Koźmin Wielkopolski.

## Położenie
Mokronos jest położony nad strumieniem Orla, około 6 km na zachód od Koźmina, około 9 km na północny zachód od Krotoszyna i około 36 km na zachód od Ostrowa, przy drodze Krotoszyn-Benice-Pogorzela.

## Historia
Mokronos jest znany od 1408 roku. Wieś szlachecka, własność kasztelana międzyrzeckiego Andrzeja Górki, około 1580 roku leżała w powiecie pyzdrskim województwa kaliskiego. W okresie Wielkiego Księstwa Poznańskiego (1815-1848) miejscowość należała do wsi większych w ówczesnym pruskim powiecie Krotoszyn w rejencji poznańskiej. Mokronos należał do okręgu kobylińskiego tego powiatu i stanowiło część majątku Kromolice, którego właścicielem był wówczas Nepomucen Modlibowski. Według spisu urzędowego z 1837 roku wieś liczyła 273 mieszkańców, którzy zamieszkiwali 31 dymów (domostw).
W latach 1954–1959 wieś należała i była siedzibą władz gromady Mokronos, po jej zniesieniu w gromadzie Koźmin-Zachód. W latach 1975–1998 miejscowość administracyjnie należała do województwa kaliskiego.

## Zabytki
- kościół neogotycki, wybudowany w latach 1884–1887, z drewnianym stropem kasetonowym, polichromią z 1955 roku oraz belką tęczową z krucyfiksem z przełomu XVII/XVIII wieku,
- kapliczka ludowa z rzeźbą św. Wawrzyńca z XIX wieku,
- ludowy krzyż przydrożny z XIX wieku,
- wiatrak-koźlak z 1757 roku.

## Przyroda
- Obszar Chronionego Krajobrazu Dąbrowy Krotoszyńskie i Baszków Rochy.